# Camarines Norte

Camarines Norte

Camarines Norte – prowincja na Filipinach, położona w południowej części wyspy Luzon w regionie Bicol.
Od zachodu graniczy z prowincją Quezon, od południa z prowincją Camarines Sur, od północy i wschodu granicę wyznacza Morze Filipińskie. Powierzchnia: 2320,07 km². Liczba ludności: 513 785 mieszkańców (2007). Gęstość zaludnienia wynosi 221,5 mieszk./km². Klimat podzwrotnikowy, wilgotny. Stolicą prowincji jest Daet.